# Zbór Kościoła Zielonoświątkowego w Nowej Soli
Zbór Kościoła Zielonoświątkowego Wyspa Odnowa w Nowej Soli – zbór Kościoła Zielonoświątkowego w RP znajdujący się w Nowej Soli, przy ulicy Wyspiańskiego 13.
Nabożeństwa odbywają się w: 
Niedzielę na godzinę 11:00 
Wtorek (modlitewne) na godzinę 18:00 
Czwartek na godzinę 18:00 
Zbór powstał w 1946 roku i stanowili go początkowo repatrianci przybyli ze Związku Radzieckiego oraz mieszkańcy Polski centralnej powracający z przymusowych robót w Niemczech.